# Waco (Missouri)
Waco é uma cidade  localizada no estado americano de Missouri, no Condado de Jasper.

## Demografia
Segundo o censo americano de 2000, a sua população era de 86 habitantes.
Em 2006, foi estimada uma população de 90, um aumento de 4 (4.7%).

## Geografia
De acordo com o United States Census Bureau tem uma área de
0,7 km², dos quais 0,7 km² cobertos por terra e 0,0 km² cobertos por água.

## Localidades na vizinhança
O diagrama seguinte representa as localidades num raio de 16 km ao redor de Waco.